# Mireille Testanière
Mireille Testanière po  mężu Barthalais (ur. 16 lipca 1949 w La Seyne-sur-Mer) – francuska lekkoatletka, sprinterka.
Specjalizowała się w biegu na 400 metrów. Zwyciężyła w sztafecie szwedzkiej 1+2+3+4 okrążenia (w składzie: Sylviane Telliez, Testanière, Besson i Nicole Duclos) na halowych mistrzostwach Europy w 1970 w Wiedniu.